# Morti nel 1988/Gennaio
| Questa pagina contiene informazioni ricavate automaticamente dalle voci biografiche con l'ausilio del template Bio e di un bot. L'aggiornamento è periodico e automatico e ricostruisce completamente la pagina. Se manca una persona in questa lista, sei pregato di non aggiungerla, ma accertati piuttosto che la sua voce biografica contenga il template Bio e che i dati anagrafici siano correttamente compilati. Se il template Bio manca, inseriscilo tu stesso o, in alternativa, metti l'avviso {{tmp\|Bio}} che ne segnala la mancanza. Se i dati riportati sono sbagliati, correggi direttamente la voce biografica; le modifiche saranno visibili in questa lista entro pochi giorni. Per chiarimenti vedi il progetto biografie. La lista contiene solo le 108 persone che sono citate nell'enciclopedia e per le quali è stato implementato correttamente il template Bio. Pagina aggiornata al 3 mar 2024. |

- 1º gennaio - Marcel Hillaire, attore tedesco (n. 1908)
- 1º gennaio - Hiroaki Satō, calciatore giapponese (n. 1932)
- 2 gennaio - Michele Manenti, calciatore italiano (n. 1928)
- 3 gennaio - Rose Ausländer, poetessa rumena (n. 1901)
- 3 gennaio - Angelo Biancini, scultore e ceramista italiano (n. 1911)
- 3 gennaio - William Cagney, produttore cinematografico e attore statunitense (n. 1905)
- 3 gennaio - Joie Chitwood, pilota automobilistico statunitense (n. 1912)
- 3 gennaio - Gaston Eyskens, politico belga (n. 1905)
- 3 gennaio - Fernando González Valenciaga, calciatore spagnolo (n. 1921)
- 3 gennaio - Lia Zoppelli, attrice italiana (n. 1920)
- 4 gennaio - Henfil, scrittore, disegnatore e umorista brasiliano (n. 1944)
- 4 gennaio - Franco Bottari, scenografo, sceneggiatore e costumista italiano (n. 1925)
- 5 gennaio - Carlo Del Teglio, poeta italiano (n. 1926)
- 5 gennaio - Pete Maravich, cestista statunitense (n. 1947)
- 5 gennaio - Giorgio Porreca, scacchista e traduttore italiano (n. 1927)
- 6 gennaio - L. P. Davies, scrittore britannico (n. 1914)
- 6 gennaio - Arturo De Vecchi, schermidore italiano (n. 1898)
- 6 gennaio - Francesco Rebecchini, avvocato e politico italiano (n. 1927)
- 7 gennaio - Michel Auclair, attore francese (n. 1922)
- 7 gennaio - Antonio Buono, magistrato italiano (n. 1913)
- 7 gennaio - Carlo Hintermann, attore e doppiatore italiano (n. 1923)
- 7 gennaio - Trevor Howard, attore britannico (n. 1913)
- 7 gennaio - Antonio Maglio, medico e attivista italiano (n. 1912)
- 7 gennaio - Paul Mercey, attore svizzero (n. 1923)
- 8 gennaio - Vjačeslav Aleksandrovič Aleksandrov, militare sovietico (n. 1968)
- 8 gennaio - Jared French, pittore e fotografo statunitense (n. 1905)
- 8 gennaio - Nassif Majdalani, conduttore radiofonico e conduttore televisivo libanese (n. 1913)
- 8 gennaio - Andrej Aleksandrovič Mel'nikov, militare sovietico (n. 1968)
- 8 gennaio - Boyd Morgan, attore e stuntman statunitense (n. 1915)
- 8 gennaio - Franco Rizzotti, pugile e militare italiano (n. 1925)
- 8 gennaio - Norbert Schiller, attore e regista austriaco (n. 1899)
- 9 gennaio - Ascenzo Botta, pugile italiano (n. 1922)
- 9 gennaio - Tano Festa, artista, pittore e fotografo italiano (n. 1938)
- 9 gennaio - Élisabeth Lion, aviatrice francese (n. 1904)
- 9 gennaio - Thierry Maulnier, giornalista, saggista e critico letterario francese (n. 1909)
- 9 gennaio - Walter Monson, hockeista su ghiaccio canadese (n. 1908)
- 10 gennaio - Emanuele Laustino, pittore italiano (n. 1916)
- 10 gennaio - Ed Mullen, cestista e allenatore di pallacanestro statunitense (n. 1913)
- 11 gennaio - Pappy Boyington, militare e aviatore statunitense (n. 1912)
- 11 gennaio - Florence Knapp, supercentenaria statunitense (n. 1873)
- 11 gennaio - Endre Palócz, schermidore ungherese (n. 1911)
- 11 gennaio - Isidor Isaac Rabi, fisico statunitense (n. 1898)
- 12 gennaio - Joe Albany, pianista statunitense (n. 1924)
- 12 gennaio - Giuseppe Insalaco, politico italiano (n. 1941)
- 12 gennaio - Connie Mulder, politico sudafricano (n. 1925)
- 12 gennaio - Bruno Prevedi, tenore italiano (n. 1928)
- 12 gennaio - Armando Rossi, attore e commediografo italiano (n. 1909)
- 12 gennaio - Piero Taruffi, pilota automobilistico, pilota motociclistico e progettista italiano (n. 1906)
- 13 gennaio - Viktors Arājs, poliziotto lettone (n. 1910)
- 13 gennaio - Chiang Ching-kuo, politico e generale cinese (n. 1910)
- 13 gennaio - Agostino Renna, architetto italiano (n. 1937)
- 14 gennaio - Edda Albertini, attrice italiana (n. 1926)
- 14 gennaio - Pietro Chiappini, ciclista su strada italiano (n. 1915)
- 14 gennaio - Georgij Maksimilianovič Malenkov, politico sovietico (n. 1901)
- 14 gennaio - Raimondo Manzini, giornalista e politico italiano (n. 1901)
- 14 gennaio - Natale Mondo, poliziotto italiano (n. 1952)
- 15 gennaio - Piermarcello Farinelli, rugbista a 15, allenatore di rugby a 15 e medico italiano (n. 1917)
- 15 gennaio - Seán MacBride, politico irlandese (n. 1904)
- 16 gennaio - Andrija Artuković, politico e avvocato croato (n. 1899)
- 18 gennaio - Cataldo Agostinelli, matematico e fisico italiano (n. 1894)
- 18 gennaio - Gunnar Christensen, calciatore norvegese (n. 1905)
- 18 gennaio - Francesca Ciceri, antifascista e partigiana italiana (n. 1904)
- 18 gennaio - József Hatz, schermidore ungherese (n. 1904)
- 18 gennaio - Jean Mitry, saggista, critico cinematografico e regista francese (n. 1904)
- 18 gennaio - Angelo de Mojana di Cologna, religioso italiano (n. 1905)
- 18 gennaio - Renato Traiola, pallanuotista italiano (n. 1924)
- 19 gennaio - Cesare Brandi, storico dell'arte e critico d'arte italiano (n. 1906)
- 19 gennaio - Floriano Calvino, ingegnere, geologo e giornalista italiano (n. 1927)
- 19 gennaio - Evgenij Aleksandrovič Mravinskij, direttore d'orchestra sovietico (n. 1903)
- 19 gennaio - Cary Odell, scenografo statunitense (n. 1910)
- 19 gennaio - Enrico Pecci, imprenditore italiano (n. 1910)
- 20 gennaio - Giovanni Balella, imprenditore italiano (n. 1893)
- 20 gennaio - Annibale Brivio Sforza, XII marchese di Santa Maria in Prato, nobile, diplomatico e numismatico italiano (n. 1892)
- 20 gennaio - Paul Esser, attore tedesco (n. 1913)
- 20 gennaio - Abdul Ghaffar Khan, politico pakistano (n. 1890)
- 20 gennaio - Giovanna Zangrandi, scrittrice, giornalista e partigiana italiana (n. 1910)
- 21 gennaio - Edmund Brisco Ford, genetista britannico (n. 1901)
- 21 gennaio - Pierre Marie Phạm Ngọc Chi, vescovo cattolico vietnamita (n. 1909)
- 21 gennaio - Abraham Sofaer, attore britannico (n. 1896)
- 21 gennaio - Arrigo Tassinari, flautista italiano (n. 1889)
- 21 gennaio - Niccolò Theodoli, produttore cinematografico italiano (n. 1917)
- 21 gennaio - Giovanni Zamperlini, calciatore italiano (n. 1928)
- 22 gennaio - Veniamin Davydovič Dorman, regista sovietico (n. 1927)
- 22 gennaio - Parker Fennelly, attore statunitense (n. 1891)
- 23 gennaio - Johnny Gee, cestista e giocatore di baseball statunitense (n. 1915)
- 23 gennaio - Hilla Limann, politico ghanese (n. 1934)
- 24 gennaio - Eugène Cardine, monaco cristiano e musicologo francese (n. 1905)
- 24 gennaio - Werner Fenchel, matematico tedesco (n. 1905)
- 24 gennaio - Kōnstantinos Loules, politico greco (n. 1906)
- 24 gennaio - Gerardo Santini, giurista e avvocato italiano (n. 1924)
- 24 gennaio - Hiroshi Yoneyama, nuotatore giapponese (n. 1909)
- 25 gennaio - Jurgis Baltrušaitis, storico dell'arte, critico d'arte e diplomatico lituano (n. 1903)
- 25 gennaio - Abrantes Mendes, calciatore portoghese (n. 1907)
- 25 gennaio - Colleen Moore, attrice e cantante statunitense (n. 1899)
- 25 gennaio - David Tobey, cestista, allenatore di pallacanestro e arbitro di pallacanestro statunitense (n. 1898)
- 26 gennaio - Nemesio Orsatti, pittore, incisore e scultore italiano (n. 1912)
- 26 gennaio - Vladimīros Vallas, cestista, allenatore di pallacanestro e dirigente sportivo greco (n. 1912)
- 26 gennaio - Raymond Williams, scrittore e sociologo gallese (n. 1921)
- 26 gennaio - Frederick Wolff, velocista britannico (n. 1910)
- 27 gennaio - Maria Ewel, scultrice tedesca (n. 1915)
- 28 gennaio - Klaus Fuchs, fisico tedesco (n. 1911)
- 29 gennaio - Giulio Bellini, politico italiano (n. 1926)
- 29 gennaio - Seth Neddermeyer, fisico statunitense (n. 1907)
- 30 gennaio - Homer Brightman, sceneggiatore statunitense (n. 1901)
- 30 gennaio - Eddie Cano, compositore e pianista statunitense (n. 1927)
- 30 gennaio - Kees Pellenaars, ciclista su strada olandese (n. 1913)
- 31 gennaio - Waltraud Gebert Deeg, politica italiana (n. 1928)
- 31 gennaio - Wallace Kyle, ufficiale australiano (n. 1910)